# 이성의 한계 안에서의 종교

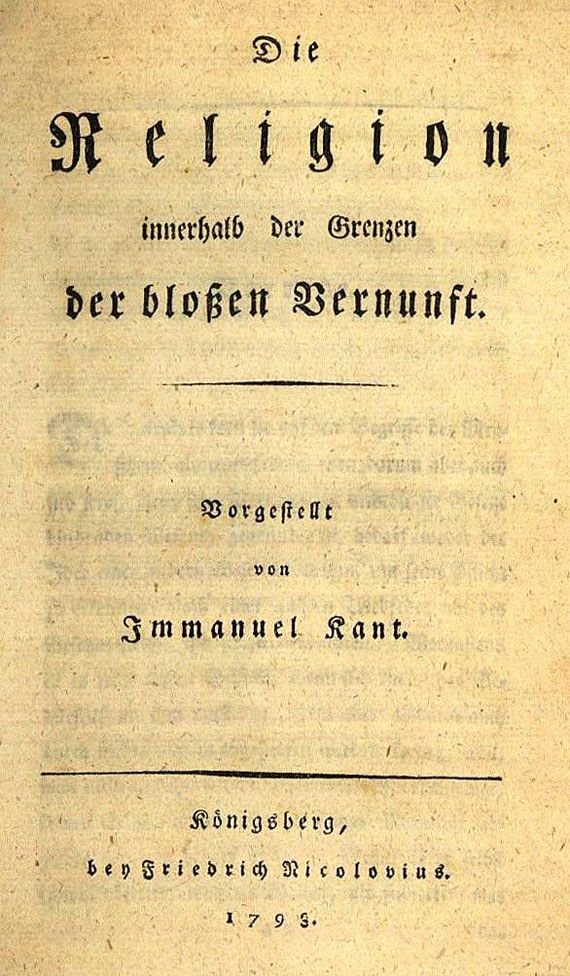

⟪이성의 한계 안에서의 종교⟫(Die Religion innerhalb der Grenzen der bloßen Vernunft)는 독일의 철학자 이마누엘 칸트의 저작이다. 칸트는 이 책을 통하여 도덕 내지 이성의 입장에서 기독교를 비판하고 순화하여 그것을 참된 도덕적 이성종교로 접근시키려 하였다.
계몽적 대군주였던 프리드리히 대왕은 이미 세상을 떠났으며, 프랑스 혁명을 두려워하는 프로이센 정부는 반동화(反動化)하고 있었다. 현실의 기독교를 비판하고 개량하려 했던 칸트는 그 뜻과는 반대로 탄압을 받았으며, 이후 종교에 관한 강의나 저술을 금지당하고 말았다. 칸트의 종교론에는 내면의 경건한 신앙을 높이 받드는 피에티스무스(경건주의)가 잘 나타나 있다. 다만 이성 내지 도덕으로써 종교를 이론화시키고 정당화하려던 종교론은 여러가지로 비판을 받았다.

## 내용
이성자(理性者)이긴 하나 유한한 인간은 도덕적 의무에 따라야 한다고 의식하면서도 의지의 나약함이나 불순으로 말미암아, 혹은 의식적으로 일을 전도(顚倒)시켜서 자애(自愛)나 행복 추구로 기울어지며, 여기에 타락의 죄가 있다. 인간은 감히 이 전도를 하려는 근본악(根本惡)의 성벽을 지니는 법이다. 우리에게는 이 전도를 또다시 전도시킨다는 마음의 혁명이야말로 중요하다. 우리는 이 때문에 악을 극복하여 선의 승리를 가져오도록 싸워야만 한다. 따라서 지상에 성신의 나라(교회)를 건설해야만 한다. 현실의 교회, 또한 그곳에서의 신앙·기도·행사 등은 참다운 신앙을 위한 수단에 불과하다. 수단이 수단으로서 이용될 때 그곳에 참다운 봉사가 있다. 반대로 그러한 수단이 곧 신의 축복에의 길이라고 생각된다면 그것은 허위의 봉사이다.

## 같이 보기
- 악의 급진성